# Сан-Андрес-дель-Рей
Сан-Андрес-дель-Рей (ісп. San Andrés del Rey) — муніципалітет в Іспанії, у складі автономної спільноти Кастилія-Ла-Манча, у провінції Гвадалахара. Населення — 42 особи (2010).
Муніципалітет розташований на відстані близько 80 км на схід від Мадрида, 29 км на схід від Гвадалахари.

## Демографія
Динаміка населення (INE ):